# リキモリ
リキモリ（Liqui Moly GmbH）は、ドイツの潤滑油、添加剤メーカー。

## 設立
1957年にドナウ川流域のバーデン＝ヴュルテンベルク州ウルムで設立された。同社の基礎は二硫化モリブデンの製造特許であった。液化二硫化モリブデン （liquified molybdenum disulfide, MoS2 ）は同社の最初の製品であり、社名の由来となった。
オイルはメルセデス・ベンツ、BMW、ポルシェなどから純正認定されている。

## 製品
LIQUI MOLYという名前の由来からもわかるようにMoS2を配合したオイルや添加剤等をラインナップしているが、現在においてはMoS2配合製品は全体では一部のみでありメインの製品ではなくなっている。
取り扱う製品は油脂類全般およびカーケア製品など多岐にわたる。
エンジンオイルはメーカー規格を重視したオイルが多くニッチな規格もカバーするラインナップとなっている。

## 参照
1. ↑  Liqui Moli Official website, Retrieved August 21, 2008.
2. ↑  『夢のSUPERドイツ車ファイル』P73。